# Felsőörs
Felsőörs ist eine ungarische Gemeinde im Kreis Balatonalmádi im Komitat Veszprém.

## Geografische Lage
Felsőörs liegt neun Kilometer südöstlich des Komitatssitzes Veszprém, unmittelbar westlich der Kreisstadt Balatonalmádi und vier Kilometer vom nördlichen Ufer des Balaton entfernt. Nachbargemeinden sind Lovas, Alsóörs und Káptalanfüred, ein Ortsteil der Stadt Balatonalmádi.

## Geschichte
Im Jahr 1913 gab es in der damaligen Großgemeinde 637 Häuser und 3912 Einwohner auf einer Fläche von 5568 Katastraljochen. Sie gehörte zu dieser Zeit zum Bezirk Felsőőrs im Komitat Vas.

## Gemeindepartnerschaften
- Pohranice, Slowakei
- Salzweg, Deutschland

## Infrastruktur
In Felsőörs gibt es Kindergarten, Hauptschule, Bücherei, Haus- und Kinderarztpraxis, Apotheke, Post, Bürgermeisteramt sowie eine reformierte und eine römisch-katholische Kirche. Zudem gibt es im Ort den Sportverein FISK (Felsőörsi Ifjúsági Közhasznú Sportegyesület) und die von Ferenc Snétberger gegründete Musikschule Snétberger Zenei Tehetség Központ, die sich speziell der musikalischen Ausbildung junger Roma widmet. In der Gemeinde spielt der Weinbau eine bedeutende Rolle.

## Sehenswürdigkeiten
- Geologischer Lehrpfad (Forrás-hegyi Geológiai Tanösvény)
- Heimatkundliche Sammlung (Helytörténeti bemutatóhely)
- Millenniumpark (Millenniumi Emlékpark)
- Naturlehrpfad (Malomvölgyi Tanösvény)
- Reformierte Kirche, erbaut in den 1880er Jahren
- Römisch-katholische Kirche der Büßerin Maria Magdalena (Bűnbánó Szent Mária Magdolna-plébániatemplom), ursprünglich aus der ersten Hälfte des 13. Jahrhunderts und in der zweiten Hälfte des 13. Jahrhunderts erweitert, erneuert im 18. Jahrhundert im Barock
  - Mosaike beim Altar der Kirche, erschaffen 1943 von Eszter Mattioni
- Weltkriegsdenkmal (I. világháborús emlékmű), erschaffen 1921 von Győri Miklós und János Nagy

## Bilder

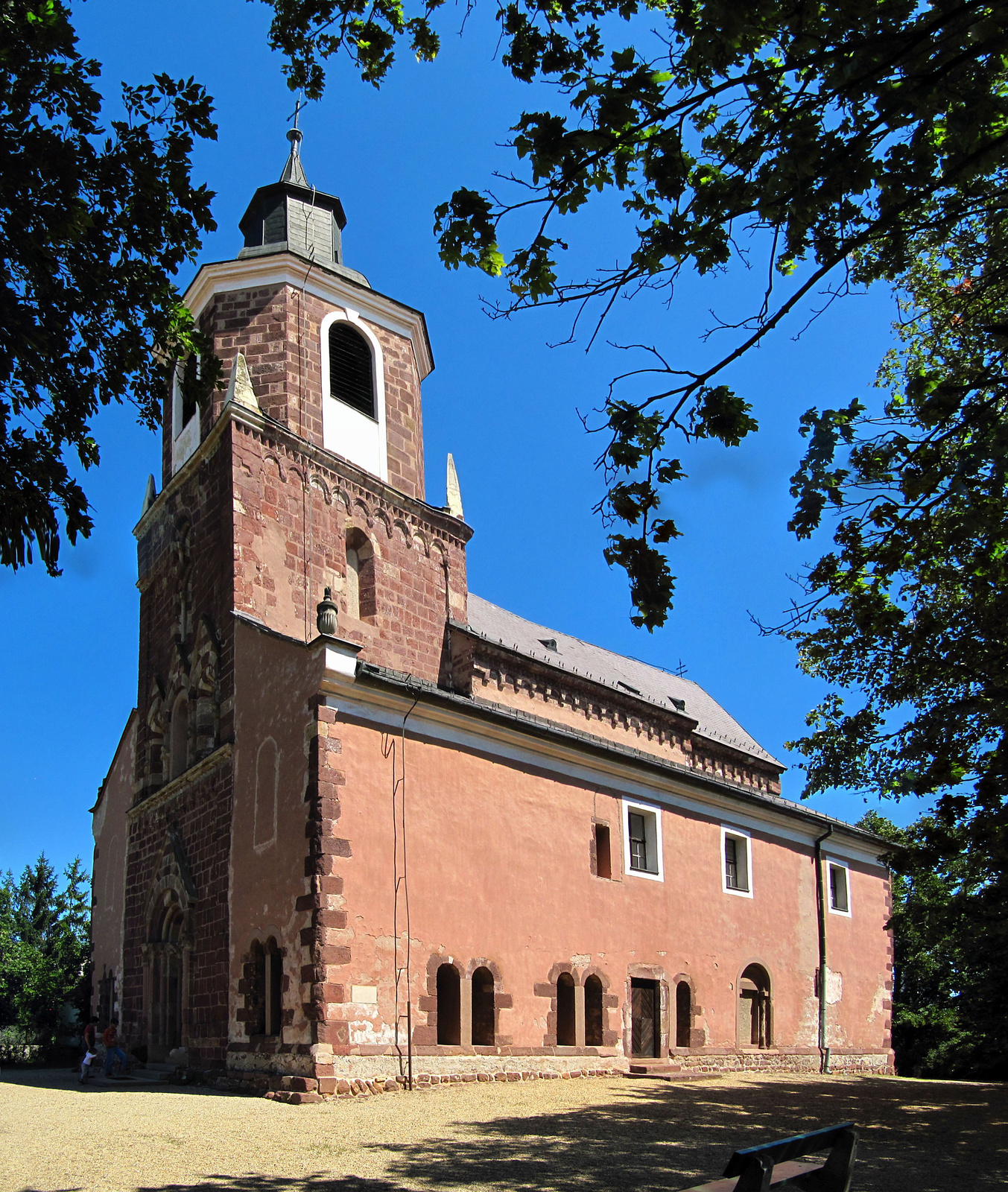
Römisch-katholische Kirche der Büßerin Maria Magdalena
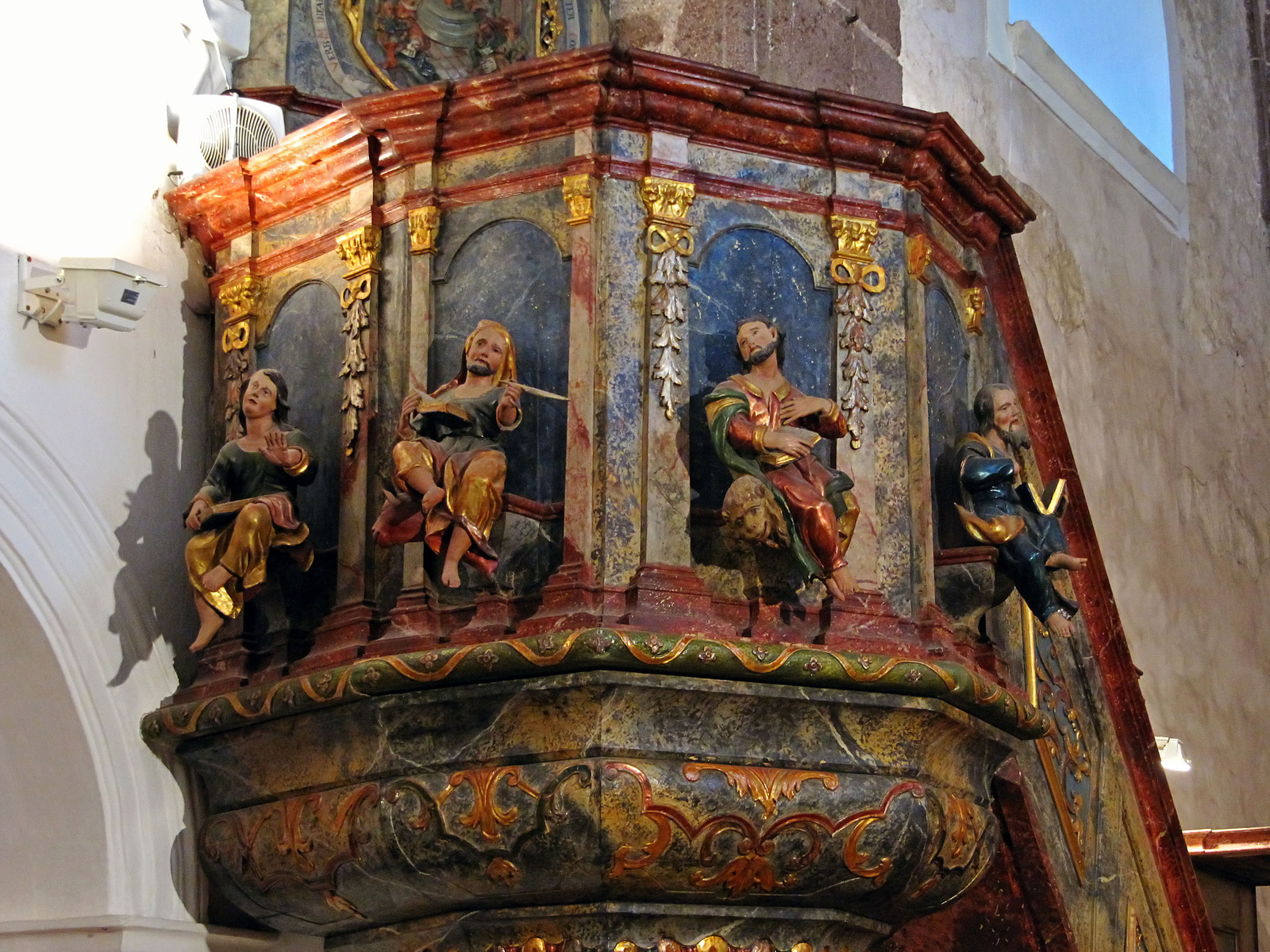
Kanzel in der Kirche
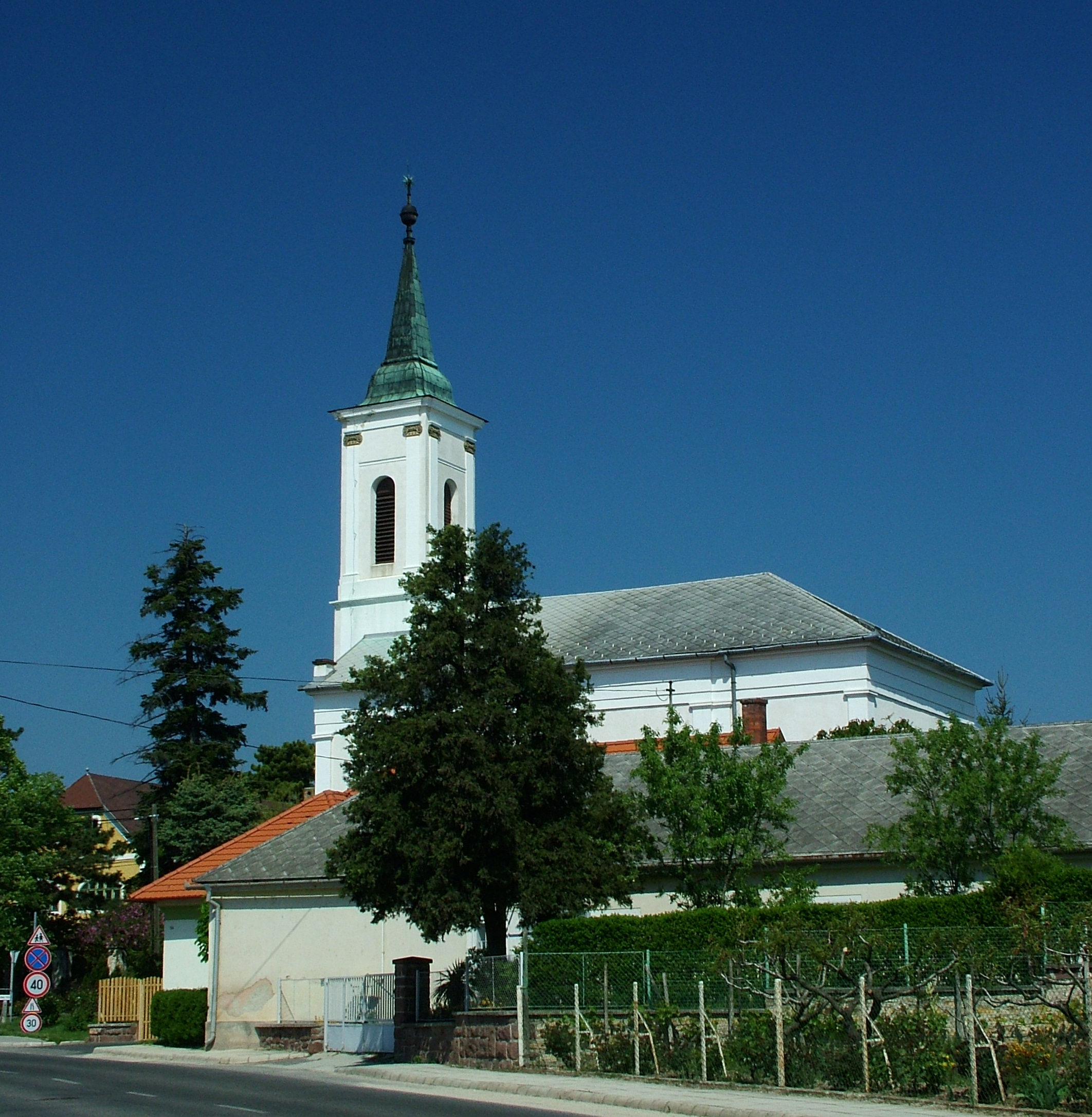
Reformierte Kirche

## Verkehr
In Felsőörs treffen die Landstraßen Nr. 7218 und Nr. 7219 aufeinander. Die nächstgelegenen Bahnhöfe befinden sich in Alsóörs und Káptalanfüred.